# Vize
Vize (gr. Βιζύη, bułg. Виза) – miasto w prowincji Kırklareli w północno-zachodniej Turcji, przy granicy z Grecją i Bułgarią.
Vize było w starożytności (III w. p.n.e.) stolicą królestwa (lub księstwa) trackiego plemienia Astów. W czasach greckich nosiło nazwę Βιζύη (Bizye), z czasów bizantyjskich zachował się szóstowieczny kościół Haghia Sophia, a ze starogreckich resztki konstrukcji teatru.